# Carl-Ivar Ytterman
Carl-Ivar Ytterman, född 30 oktober 1888 i Sankt Nicolai församling, Stockholm, död 6 februari 1947 i Engelbrekts församling i Stockholm, var en svensk manusförfattare och skådespelare.  
Ytterman filmdebuterade 1913 i Victor Sjöströms kortfilm Lady Marions sommarflirt och kom att medverka i åtta filmer. Han var fram till 1926 gift med skådespelaren Elsa Textorius.

## Filmografi
- 1913 – Lady Marions sommarflirt
- 1916 – I elfte timmen
- 1925 – När Bengt och Anders bytte hustrur
- 1925 – Bröderna Östermans huskors
- 1926 – Ebberöds bank
- 1931 – Markurells i Wadköping
- 1933 – Halta Lena och vindögde Per
- 1938 – Storm över skären

### Filmmanus
- 1925 – När Bengt och Anders bytte hustrur

## Teater

### Roller (ej komplett)
| År   | Roll             | Produktion                                                            | Regi             | Teater                     |
| ---- | ---------------- | --------------------------------------------------------------------- | ---------------- | -------------------------- |
| 1919 | Lord Wotton      | Dorian Gray (The Picture of Dorian Gray) Oscar Wilde                  | Olof Hillberg    | Olof Hillbergs sällskap    |
| 1919 | Simson           | Romeo och Julia (The Tragedy of Romeo and Juliet) William Shakespeare | Gunnar Klintberg | Svenska teatern, Stockholm |
| 1923 | Bengt på Snibben | När Bengt och Anders bytte hustrur Carl-Ivar Ytterman                 | Uno Lindholm     | Haga friluftsteater        |

## Fotnoter
1. ↑  Sveriges Dödbok 1901–2009, DVD-ROM, Version 5.00, Sveriges Släktforskarförbund (2010).
2. ↑  ”Olof Hillbergs teatersällskap”. Söderhamns Tidning:  s. 2. 30 mars 1914. https://tidningar.kb.se/cwp47zdp1zq4mcr/part/1/page/2. Läst 10 augusti 2025.
3. ↑  K.L. (11 april 1914). ”Teater och Musik: 'Dorian Gray'”. Sundsvalls Tidning:  s. 3. https://tidningar.kb.se/zj8ls63cwvh1ftbj/part/1/page/3. Läst 10 augusti 2025.
4. ↑  ”Romeo och Julia”. Musikverket. https://calmview.musikverk.se/CalmView/Record.aspx?src=CalmView.Performance&id=P14044&pos=399. Läst 23 mars 2024.
5. ↑  ”Teater och Musik”. Dagens Nyheter:  s. 4. 9 juli 1923. http://arkivet.dn.se/arkivet/tidning/1923-07-09/182/4. Läst 26 juli 2015.